# Villa Melchiorri
Villa Melchiorri, detta anche più correttamente Melchiori dal cognome della famiglia, è un edificio in stile liberty situato in viale Cavour n. 184 a Ferrara progettata nel 1904 da Ciro Contini.

## Storia

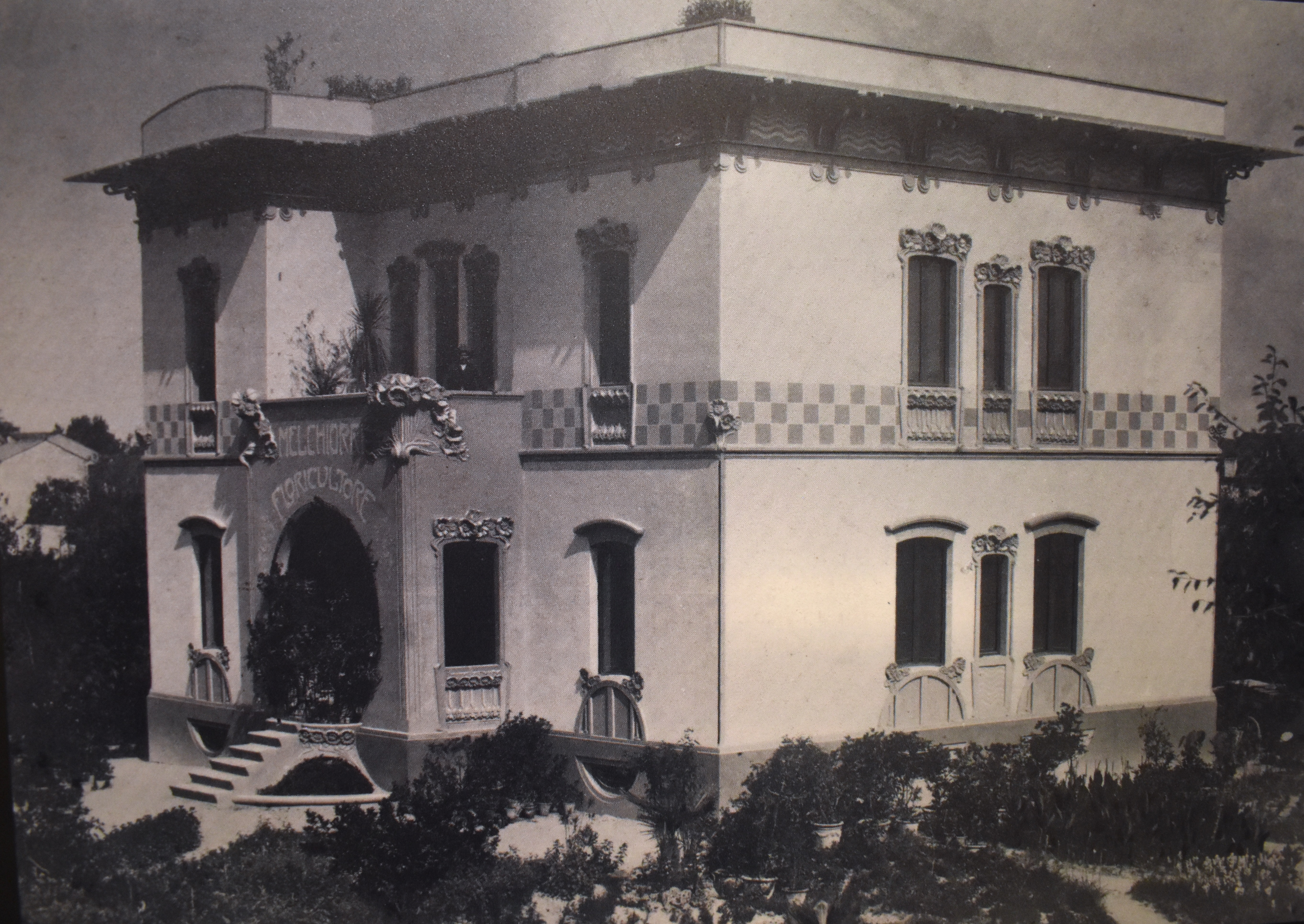
Foto d'epoca, Villa Melchiorri, Ferrara

Villa Melchiori, inaugurata il 30 luglio 1904, sorse per volere della famiglia Melchiori su un terreno rustico, dove un tempo sorgeva il convento di San Gabriele, acquistato 21 agosto del 1903 su commissione di Giuseppina Marchi, moglie del floricoltore Ferdinando Melchiori, in un'area in quel momento in piena urbanizzazione. Il raddoppio della r nel cognome dei committenti si deve al sinuoso lettering del decoratore Giuseppe Pedroni che, al momento dell'inaugurazione, dipinse in facciata il cognome compiendo un errore che poi si è perpetuato nelle biografie successive
La villa si trova vicino alla zona delle barriere, quindi non lontana dalla stazione di Ferrara. La parte della città che comprende sia tale viale che i nuovi quartieri sorti a sud e che anticamente erano occupati da Castel Tedaldo e poi dalla Fortezza, furono interessati nel primo dopoguerra dall'Addizione Contini.
L'edificio ha subìto un certo degrado tra la fine del XX secolo e l'inizio di quello successivo. Nel 2024 è stato eseguito un rigoroso restauro a seguito di un passaggio di proprietà.
Accanto alla villa, affacciate su viale Cavour, ci sono due costruzioni in muratura edificate su progetto dell'ingegner Edoardo Roda nel 1909, pensate per ospitare le serre, i laboratori e gli alloggi dei dipendenti.

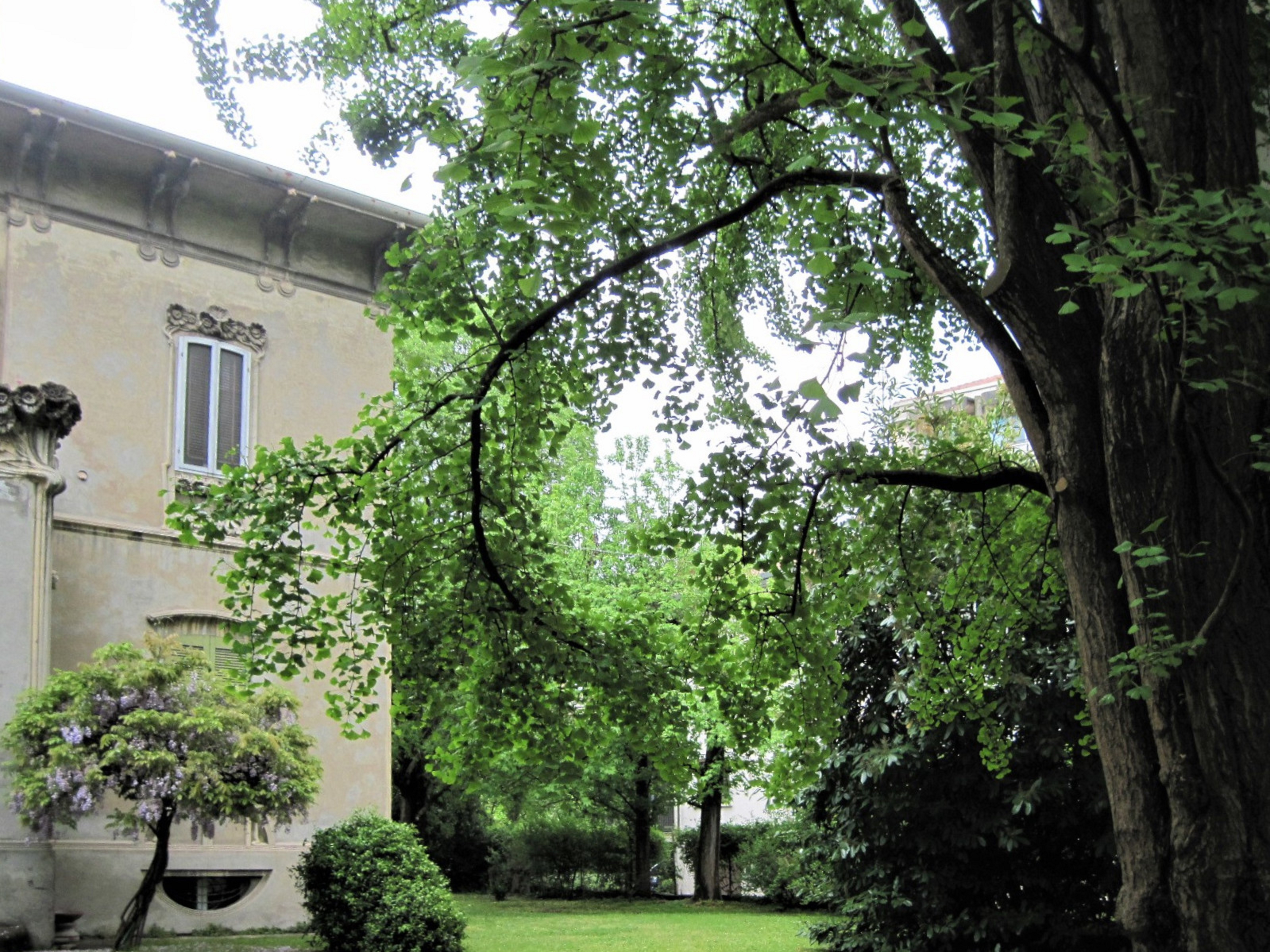
Parte del parco di villa Melchiorri.

## Descrizione
Originariamente con impianto di negozio-residenza, comprendeva lo spazio commerciale nel sotterraneo e in parte al piano terra, mentre la restante parte di esso ed il primo piano erano adibiti a residenza privata.
Tra le parti non più visibili, oltre all'interno successivamente rimaneggiato, l'insegna policroma Melchiorri Floricultore allora presente nella parte alta del balcone, un tempo collegata alla decorazione in ferro dell'ingresso a corbeille di fiori. Scomparsa anche la differenziazione cromatica che segnava i due livelli abitativi, col marcapiano bicromo a scacchiera i cui colori riprendevano sia quelli del motivo ad onde presente nel sottogronda, intervallato da mensole in ferro sinusoidali, sia quelli parietali esterni.
Restano visibili solo in parte le decorazioni floreali, soprattutto girasoli, tributo alla professione del committente, eseguite in cemento, a livello plastico, da Arrigo Minerbi e nelle opere in ferro (cancellata e altri parti in ferro battuto) dalla ditta Augusto de Paoli, la quale collaborerà con Contini anche in seguito.
La villa è circondata da un ampio parco di 2200 mq.